# Собор Александра Невского (Ижевск)
Алекса́ндро-Не́вский собо́р — православный храм в Ижевске. Принадлежит к Ижевской епархии Русской православной церкви. В 1994—2017 годах был кафедральным собором епархии.
Храм построен в 1823 году по образцу Андреевского собора в Кронштадте (автор проекта — архитектор Андреян Захаров). Стал важной частью архитектуры классицизма Вятской губернии. Изначально планировался, как центральный храм Ижевского завода. В 1929 году храм был разграблен и закрыт, позднее в нём работал кинотеатр «Колосс». В 1990 году при активном участии епископа Палладия (был настоятелем с 1990 по 1992 год) возвращён РПЦ.
Настоятель — протоиерей Дмитрий Леонтьев.

## История

### Строительство
В результате пожара 1810 года были уничтожены значительная часть города и главный в то время храм — церковь Ильи Пророка, встал вопрос о строительстве нового храма. Уже на следующий год заводской архитектор Семён Дудин выполнил проект монументального собора с тремя престолами и тремя колокольнями, но проект был отвергнут из-за излишней пышности и дороговизны. Взамен отвергнутого проекта петербургские власти рекомендовали взять в качестве образца проект Андреевского собора в Кронштадте. Дудин откорректировал чертежи, исходя из местных условий, например, заменил гранит на заводское литьё, а также упростил отдельные архитектурные объекты.
Строительство завершилось в 1823 году. Центральный придел был освящён в честь святого благоверного князя Александра Невского, южный предел — в честь святой великомученицы Екатерины, северный — в честь Казанской иконы Божией Матери, нижний, «пещерный» храм — в честь святых мучеников Власия и Модеста.

### Работа храма
В 1824, проезжая через Ижевск, собор был посещен императором Александром I. В 1871 году при Соборе открылось попечительство, которое занималось просветительской благотворительной работой. С 1875 года при храме действовала воскресная школа. Позднее при соборе образованы и другие школы, благотворительные комиссии и общество трезвости.

### Закрытие храма
В марте 1922 года из собора было изъято более 5 пудов серебра, золота и драгоценных камней. В 1929 году собор был закрыт по требованию юношеской секции Союза воинствующих безбожников, и в том же году разрушили колокольню и переоборудовали собор под клуб. Позже были изъяты все 24 колокола общей массой 650 пудов. С 1930 года здание собора служило как детский клуб и кинотеатр, позднее как музей атеизма. В 1932 году, после новой реконструкции, в здании бывшего собора открылся кинотеатр «Колосс». В 1937 году был разобран купол храма, после этого изуродованное здание было причислено к «памятникам архитектуры I категории».

### Восстановление
Собор был возвращён верующим в 1990 году. После подготовки проекта реставрации (архитектор С. А. Макаров) в 1992 году начались работы по возрождению собора. К концу 1993 года ремонт был завершён, на территории собора построены новый крестильный храм, иордань для освящения воды, звонница. 2 января 1994 года состоялось освящение собора. В ходе реставрации на территории собора также была построена усыпальница основателя Ижевского оружейного завода Андрея Дерябина.
5 октября 1994 года постановлением Синода храму придан статус кафедрального собора.
При соборе действуют катехизические курсы и церковно-приходская воскресная школа.

## Архитектура
Расположение собора выше уровня плотины сыграло важную роль в определении направления застройки Ижевска. Главный корпус оружейного завода, собор и арсенал изначально были связаны С. Е. Дудиным в единый архитектурный ансамбль.

### Фасад
Собор представляет собой идеальное воплощение русского классицизма — строгого, «державного», по-петербургски холодноватого. Квадратный в плане, кубический по массе холодный храм перекрыт сферическим сводом на барабане. Распор гасят четыре мощных пилона со срезанными углами. Две подпружные арки, лежащие на оси запад-восток, раскрыты на алтарь и главный неф, а с юга и севера они трактованы как ниши.
Главный неф отделён от боковых двумя колоннадами ионического ордера, из четырёх колонн каждая. Перекрытие над главным нефом — коробовый свод. Традиционная для большинства православных храмов крестообразность плана обеспечена введением двух шестиколонных портиков с юга и севера холодного храма. Они тоже ионического ордера, но колонны здесь значительно тоньше внутренних колонн и с резко выраженным утолщением. Каждой внутренней колонне на северной и южной стенах трапезной соответствует пилястра.

### Внутреннее убранство
В течение советского периода, когда собор был перестроен в кинотеатр «Колосс», были потеряны внутренние росписи храмового комплекса, не сохранился иконостас и большинство икон. В настоящее время собор расписан вновь в академическом стиле.
В соборе находятся частицы Камня Святой Голгофы и Древа Креста Господня, преподобных Афанасия Афонского, Лаврентия Печерского, Луки Печерского, Илии Муромского, Лонгина Афонского, Феодора Печерского, святителя Иоанна Тобольского, благоверного Великого князя А. Невского, преподобных Ефимия Великого, Серафима Саровского, Павла Афонского, Меркурия Печерского.

## Галерея
- Внутреннее убранство храма

- Экстерьер
- Усыпальница А. Ф. Дерябина
- Памятная плита на усыпальнице
- Памятные плиты
- Колокольня на территории храма
- Вид на собор с улицы Горького
- Вид с юга